# U 732
U 732 war ein von der Kriegsmarine im Zweiten Weltkrieg eingesetztes U-Boot vom Typ VII C. Für die Zeit seiner drei Feindfahrten wurde die Versenkung von vier Schiffen beansprucht, was jedoch nicht durch alliierte Verlustmeldungen bestätigt wurde. Das U-Boot wurde am 31. Oktober 1943 im Atlantik vor Tanger von mehreren britischen Kriegsschiffen schwer getroffen und kurz darauf selbstversenkt. 31 Besatzungsmitglieder starben, während 19 in britische Kriegsgefangenschaft gerieten.

## Bau und Ausstattung
U 732 hatte an der Oberfläche eine Wasserverdrängung von 769 t und unter Wasser 871 t. Sie war insgesamt 67,1 m lang, 6,2 m breit, 9,6 m hoch mit einem 50,5 m langen Druckkörper und hatte einen Tiefgang von 4,74 m. Das in den Danziger Schichau-Werken gebaute U-Boot wurde von zwei Viertakt-Dieselmotoren F46 mit je 6 Zylindern und Ladegebläse der Kieler Germaniawerft mit einer Leistung von 2060 bis 2350 kW, bei Unterwasserbetrieb mit zwei Elektromotoren GU 460/8–27 von AEG mit einer Leistung von 550 kW angetrieben. Es hatte zwei Antriebswellen mit zwei 1,23 m großen Schiffsschrauben. Das Boot war zum Tauchen bis in Tiefen von 230 m geeignet.
Das U-Boot erreichte an der Oberfläche Geschwindigkeiten von bis zu 17,7 Knoten und unter Wasser bis zu 7,6 Knoten. Aufgetaucht konnte das Schiff bei 10 Knoten bis zu 8500 Seemeilen weit fahren, untergetaucht bei 4 Knoten bis zu 80 Seemeilen. U 732 war mit fünf 53,3-cm-Torpedorohren – vier am Bug und eins am Heck – und vierzehn Torpedos, einer 8,8-cm-Kanone SK C/35 mit 220 Schuss Munition, einer 3,7-cm-FlaK M42 18/36/37/43 und zwei 2-cm-FlaK C/30 ausgestattet.

## Mannschaft
Die Mannschaftsstärke des U-Boots betrug 44 bis 60 Mann. Bei seiner letzten Fahrt waren es 50 Mann.

## Einsätze
Nach seiner Indienststellung wurde U 732 unter dem Kommando des in Berlin geborenen Oberleutnants zur See Claus-Peter Carlsen (1919–2016, von der Crew 37 b) ab 25. Oktober 1942 erprobt und diente dann bis zum 31. März 1943 bei der 8. U-Flottille in Danzig mit Fahrten in weitere Ostseehäfen als Ausbildungsboot. Vom 1. April 1943 bis zum 5. April 1943 wurde das U-Boot in Kiel für die erste Feindfahrt ausgerüstet.
Am 8. April 1943 verließ das nun der 9. U-Flottille zugeteilte U 732 den Kieler Hafen und wurde am 10. April 1943 in Kristiansand aufgetankt, um von dort noch selben Tag zu seiner ersten Feindfahrt im Nordatlantik aufzubrechen. Hier gehörte es zu den U-Boot-Gruppen „Meise“, „Specht“ und „Fink“. Carlsen gab an, dass das U-Boot zwei Dampfer mit zusammen 10.000 BRT versenkte, doch gibt es hierfür keine Bestätigung durch alliierte Verlustmeldungen. Am 15. Mai 1943 lief U 732 in den Hafen von Brest (Finistère) ein.
Am 10. Juni 1943 lief U 732 aus dem Hafen von Brest aus und fuhr auf Feindfahrt in den Nordatlantik und die Seegebiete östlich der Karibik. Am 21. Juni wurde es von U 488 mit Ersatzteilen, am 24. Juni von U 536 mit Schmieröl und am 25. Juni von U 488 mit Treibstoff und Proviant versorgt. Nach Angaben von Carlsen versenkte das U-Boot zwei Frachter mit je 7000 BRT, was jedoch nicht durch alliierte Verlustmeldungen bestätigt wurde. U 732 erreichte am 31. August 1943 wieder den Hafen von Brest.

## Letzter Einsatz und Ende
U 732 hatte nun den Befehl, die von den Briten schwer bewachte Straße von Gibraltar zu überwinden und gemeinsam mit vier weiteren U-Booten ins Mittelmeer vorzustoßen. Am 17. Oktober 1943 lief das U-Boot aus Brest aus und erreichte am 30. Oktober 1943 den Eingang zur Straße von Gibraltar. Während U 450 und U 642 durchkamen und ins Mittelmeer gelangten, ging U 732 verloren – ebenso wie U 566, dessen ganze Besatzung sich nach Spanien rettete und nach Brest zurückkehrte, und U 340, dessen Besatzung bis auf einen ertrunkenen Mann gefangen genommen wurde, doch waren die Menschenverluste bei U 732 viel höher.
In der Nacht vom 30. zum 31. Oktober 1943 fuhr U 732 aufgetaucht vor Tanger, wurde von feindlichen Flugzeugen entdeckt und angegriffen. Deswegen tauchte es im Morgengrauen des 31. Oktober 1943 auf 60 m Tiefe, wurde aber gegen 13 Uhr vom Trawler HMS Imperialist mit Wasserbomben angegriffen. Auf Grund der Beschädigungen wurde aufgetaucht, doch folgte nun ein Angriff des britischen Zerstörers HMS Douglas mit Schiffsartillerie. Ein von U 732 abgeschossener Torpedo verfehlte den Zerstörer. So tauchte das angeschlagene U-Boot erneut und ging in etwa 160 m Tiefe auf Grund. Die geworfenen Wasserbomben trafen nicht, so dass U 732, in dem der Sauerstoff zur Neige ging, nach einer Weile wieder auftauchte. Das durch die Grundberührung am Tiefenruder beschädigte U-Boot versuchte aufgetaucht zwischen den britischen Kriegsschiffen zu entweichen und diese dabei mit Aphrodite-Wasserstoffballons  zu täuschen. Dies gelang nur für eine Weile, denn es wurde von einem Scheinwerfer erfasst und von der HMS Douglas mit deren Artillerie unter Beschuss genommen. Die Douglas und die Imperialist warfen Wasserbomben und schossen auf das U-Boot, wodurch mehrere an Deck stehende U-Boot-Fahrer tödlich getroffen wurden und andere in Todesangst ins Wasser sprangen. Erst danach befahl Kommandant Claus-Peter Carlsen „alle Mann von Bord“, was auch allen noch im U-Boot befindlichen Männern gelang, und leitete mit dem leitenden Ingenieur Oberleutnant (Ing.) Günter Feist die Selbstversenkung ein. Die U-Boot-Fahrer, die zum Teil Schwimmwesten trugen, schwammen bei finsterer Nacht und hohem Wellengang im Wasser, und insgesamt 31 Mann (einschließlich der zuvor an Deck Gefallenen) kamen in dieser Nacht um. Erst nach mehreren Stunden kamen zwei britische Kriegsschiffe hinzu: Die HMS Witherington nahm zehn Mann an Bord, die Douglas acht Mann, darunter den leitenden Ingenieur Günter Feist. Kommandant Carlsen versuchte zunächst zur Küste zu schwimmen, wurde aber vom Schweizer Postdampfer Ambriz aufgefischt, der nach Gibraltar fuhr. Hier wurde Carlsen von den Briten gefangen genommen. Insgesamt gerieten 19 Mann, darunter zwei Offiziere, in britische Kriegsgefangenschaft, während 31 starben, unter ihnen auch zwei Offiziere.